# ヴィレム・フルッサー
ヴィレム・フルッサー（Vilém Flusser, 1920年5月12日- 1991年11月27日）は、チェコスロバキア出身の哲学者。
プラハに住むユダヤ人家庭に生まれた。1938年、プラハ・カレル大学に入学し哲学を専攻。しかし1939年3月、チェコスロバキアはナチス・ドイツによって解体される。フルッサーは、のちに妻となる Edith Barth と彼女の両親とともにロンドンに逃れた。彼の親族はすべてナチスの収容所で命を落とした。
1940年、ブラジルに亡命。写真等のメディアに関する哲学を展開した。サンパウロ大学などで教鞭を執った。1991年、講演旅行の為に亡命後初めて故郷プラハに里帰りしたフルッサーは自動車事故に遭遇し、その生涯を終えた。1990年代には、主にドイツ語圏でその思想がブームとなった。

## 著書

### 日本語訳
- 『写真の哲学のために : テクノロジーとヴィジュアルカルチャー』深川雅文訳（勁草書房、1992年）
- 『サブジェクトからプロジェクトへ』村上淳一訳（東京大学出版会、1996年）
- 『デザインの小さな哲学』瀧本雅志訳（鹿島出版会、2009年）
- 『テクノコードの誕生　コミュニケーション学序説』村上淳一訳（東京大学出版会、1997年。ちくま学芸文庫、2023年）